# Valentin Gaa
Valentin Gaa (* 15. August 1905 in Plankstadt; † 19. Februar 1985 in Schwetzingen) war ein deutscher Jurist und Politiker (CDU).

## Leben
Nach dem Abitur am Gymnasium studierte Gaa Rechts- und Staatswissenschaften an den Universitäten in Freiburg und Heidelberg. 1932 wurde er an der Freiburger Universität zum Dr. jur. promoviert (Dissertation: Die rechtliche Regelung des Wochenmarktverkehrs in den badischen Städten). Anschließend war er, unterbrochen von 1940 bis 1945 durch Teilnahme am Zweiten Weltkrieg, als selbständiger Rechtsanwalt in Plankstadt tätig.
Gaa war seit 1945 Vorsitzender der CDU in Plankstadt und von 1947 bis 1966 Vorsitzender des CDU-Kreisverbandes Mannheim-Land-Süd. Er gehörte 1946 der Vorläufigen Volksvertretung Württemberg-Badens an und war vom 20. Oktober 1948, als er für den verstorbenen Abgeordneten Josef Harter nachrückte, bis 1952 Mitglied des Landtages von Württemberg-Baden. Von 1952 bis 1960 sowie von 1964 bis 1968 war er Mitglied der Verfassunggebenden Landesversammlung bzw. des Landtages von Baden-Württemberg.
Gaa amtierte von 1945 bis 1948 als Bürgermeister der Stadt Schwetzingen. 1946 wurde er als Nachfolger von Karl Geppert von der amerikanischen Militärregierung zunächst zum kommissarischen Landrat des Landkreises Mannheim ernannt. 1948 wurde er schließlich regulär zum Landrat gewählt und hatte das Amt bis 1970 inne.
Von 1949 bis 1969 war er Vorsitzender des Rundfunkrates des Süddeutschen Rundfunkes (SDR).
Sein Neffe Lothar Gaa war ebenfalls Jurist und Politiker.

## Ehrungen
- 1966: Großes Bundesverdienstkreuz
- 1967: Bundesverdienstkreuz am Bande
- 1978: Verdienstmedaille des Landes Baden-Württemberg
- Die Dr.-Valentin-Gaa-Straße in Schwetzingen ist nach ihm benannt.